# ديتر باست
ديتر باست (بالألمانية: Dieter Bast)‏ (ولد في 28 أغسطس 1951) هو لاعب كرة قدم ألماني سابق.

## روابط خارجية
- ديتر باست على موقع قاعدة بيانات كرة القدم.إي يو (الإنجليزية)
- ديتر باست على موقع بيانات كرة القدم. دي إي (الألمانية)
- ديتر باست على موقع عالم كرة القدم.نت (الإنجليزية)
- ديتر باست على موقع أوليمبيديا (الإنجليزية)